# غورني نورمان
غورني نورمان (بالإنجليزية: Gurney Norman)‏ (22 يوليو 1937)؛ كاتب، شاعر وروائي أمريكي.

## روابط خارجية
- غورني نورمان على موقع IMDb (الإنجليزية)